# Corynomalus vestitus
Corynomalus vestitus là một loài bọ cánh cứng trong họ Endomychidae. Loài này được Voet miêu tả khoa học năm 1798.